# Witneklijstergaai
De witneklijstergaai (Garrulax strepitans) is een zangvogel uit de familie Leiothrichidae.

## Verspreiding en leefgebied
Deze soort komt voor in oostelijk Myanmar, zuidwestelijk China, noordelijk Thailand en noordwestelijk Laos.

## Status
De grootte van de populatie is niet gekwantificeerd maar de soort wordt omschreven als vrij algemeen maar zeldzaam in China. Op de Rode lijst van de IUCN heeft deze soort de status niet bedreigd.